# Guy Pot

Wappen der Familie Pot

 Guy Pot  (* um 1428; † vor 31. März 1495), auch Guiot Pot genannt, war ein französischer Adliger aus der Familie Pot, der unter anderem Herr von La Rochepot  und kurzfristig Graf von Saint-Pol war. Er löste  sich aus der traditionellen Bindung seiner Familie an das Haus Burgund und trat – als entfernter Verwandter – in den Dienst von Charles de Valois, duc d’Orléans († 1465) und anschließend in den Dienst von Ludwig XI. König von Frankreich von 1461 bis 1483. Der König belehnte ihn 1477 kurzfristig mit der Grafschaft Saint-Pol, er diente ihm  bis 1483 als königlicher Rat und Erster Kammerherr, als Seneschall (Truchsess) von Vermandois und als Gouverneur von Touraine.
Über seine Vorfahrin Béatrice Visconti († 1410) besaß Guy Pot eine – für eine ritterliche Familie außergewöhnliche – umfangreiche fürstliche Verwandtschaft und Schwägerschaft, die bis in die ersten Dynastien Europas reichte.
Durch seine Tochter Anne Pot, die mit Guillaume de Montmorency (* 1453, † 24. Mai 1531 Schloss Chantilly) Baron de Montmorency (1472–1531) und seinen Enkel, dem Feldherren Anne de Montmorency dem ersten Herzog von Montmorency († 12. November 1567) verheiratet war, hinterließ Guy Pot eine bedeutende und bis heute existierende Nachkommenschaft.

## Herkunft

### Anfänge in der Region Limousin
Das französische Adelsgeschlecht Pot stammt aus der Region Limousin, die sich in der Mitte Frankreichs und im nordwestlichen Teil des Zentralmassivs befindet und heute die Départements Corrèze, Creuse und Haute-Vienne umfasst. Die erste urkundliche Erwähnung der Familie war um 1220 mit Guillaume Pot seigneur de Champroy.
Die Familie spaltete sich zu Beginn des 15. Jahrhunderts in die ältere Linie zu La Prugne und zu La Rochepot – zu der Guy Pot zählt – und in die jüngere Linie zu Piegu und Rhodes, die – in mehrere Linien aufgespalten – bis zum Ende des 19. Jahrhunderts existierte.
Wesentlich für den Aufstieg der Familie war die Heiratspolitik, mit der bereits der älteste bekannte Vertreter, Guillaume Pot begann, der sein Gut Champroy seiner Ehe mit Blanche (Catherine) du Verdier, der Erbtochter des Hugonin du Verdier, seigneur de Champroy verdankt.

### Großvater Régnier Pot

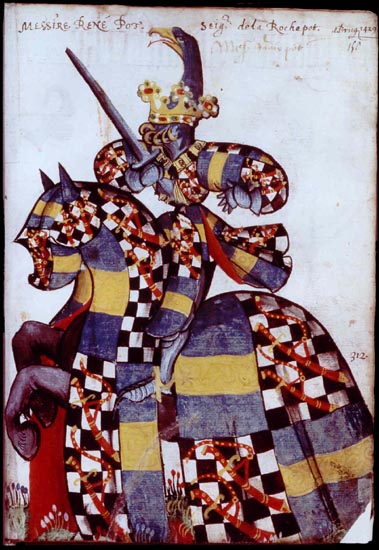
Armorial équestre Toison d'or – Régnier Pot

Guys Großvater Régnier Pot (* um 1362, † Juli 1432) spielte beim Aufstieg der Familie eine wichtige Rolle. Er war Rat und Kämmerer von Philipp III.  Herzog von Burgund (1419–1467), diente von 1409 bis 1414 als Gouverneur der Dauphiné und von 1411 bis 1412 als Gouverneur des Languedoc, sowie als herzoglicher Botschafter in Ungarn. Dank seiner Verdienste wurde er von Herzog Philipp III. 1430 bei der Gründung des Ordens vom Goldenen Vlies als zweiter Ritter in den Orden aufgenommen.

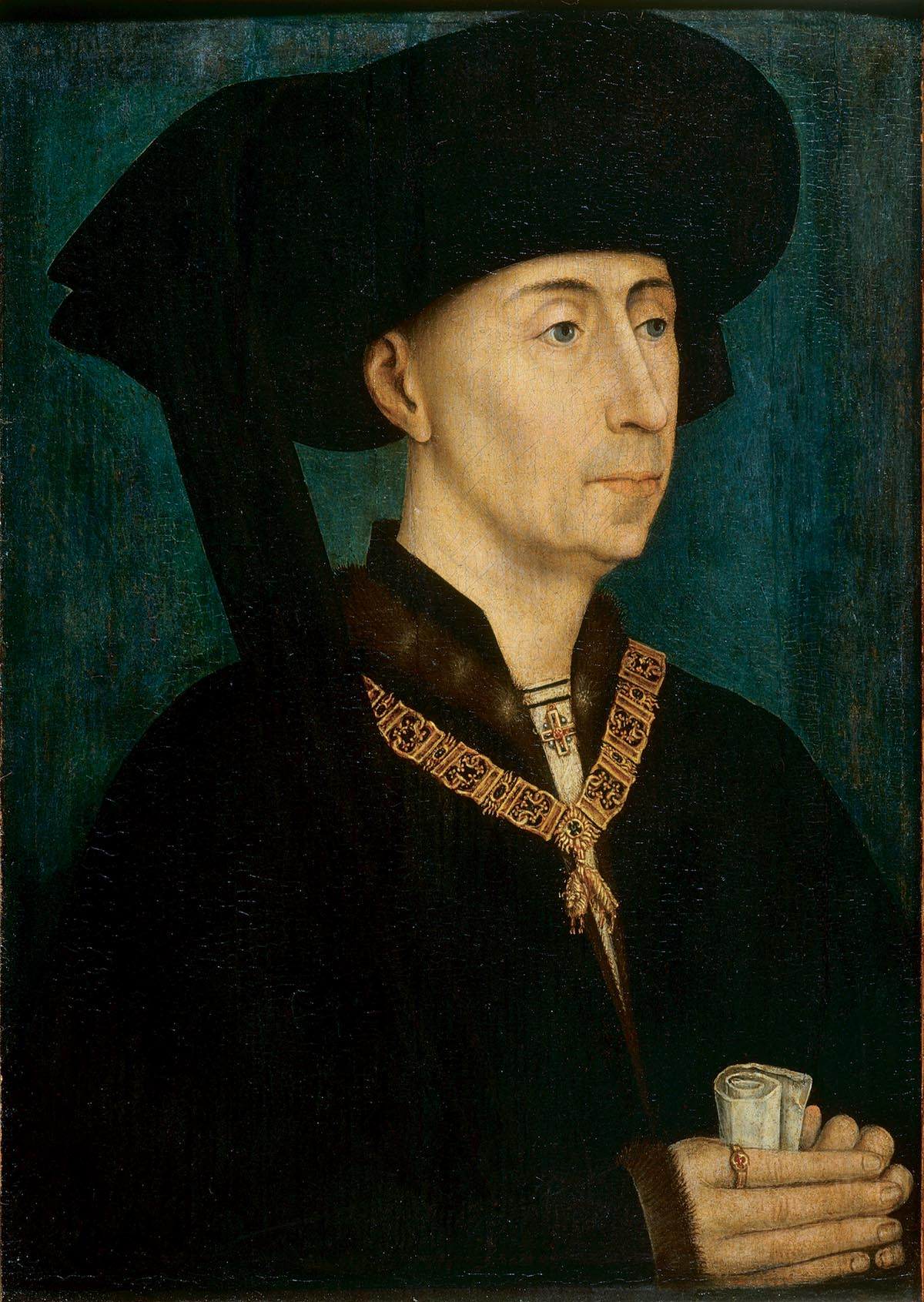
Philipp der Gute, Herzog von Burgund

Zugleich gelang es Regnier seinen Besitz erheblich zu erweitern, sodass er u. a. Herr von La Prugne, von Thorey, Chamelard (1398), Mélisey (1399), Courcelles-le-Roi, von Vieil-Castel, Cruzy-le-Châtel, Saint-Romain, Maulnes und Champroy, sowie Herr von Bourguignons war. Im Jahre 1403 erwarb er um 4000 écus-d’or Herrschaft und Schloss La Roche-Nolay, die er – nicht gerade bescheiden – in „La Roche-Pot“ umbenannte. (Heute Burg La Rochepot in der Gemeinde La Rochepot im Département Côte-d’Or in der Region Bourgogne-Franche-Comté)

#### Fürstliche Schwägerschaft
Ein weiterer Schritt nach oben gelang Guys Großvater Régnier Pot, indem er Caterina Anguissola heiratete, die als Hofdame von Valentina Visconti, der Braut von Ludwig von Orléans, Herzog von Orléans (* 13. März 1372; † 23. November 1407), nach Frankreich gekommen war, denn Caterinas Vater, Graf Giovanni Anguissola († 1396) aus Piacenza, der Erbauer des Castello di Grazzano Visconti in Vigolzone, war mit Beatrice Visconti (* vor 1350, † 1410), aus der in Mailand regierenden Dynastie der Visconti verheiratet.
Damit erweiterte er die Verwandtschaft und Schwägerschaft seines Enkels Guy Pot um eine europäische und zugleich fürstliche Dimension.

### Vater Jacques Pot

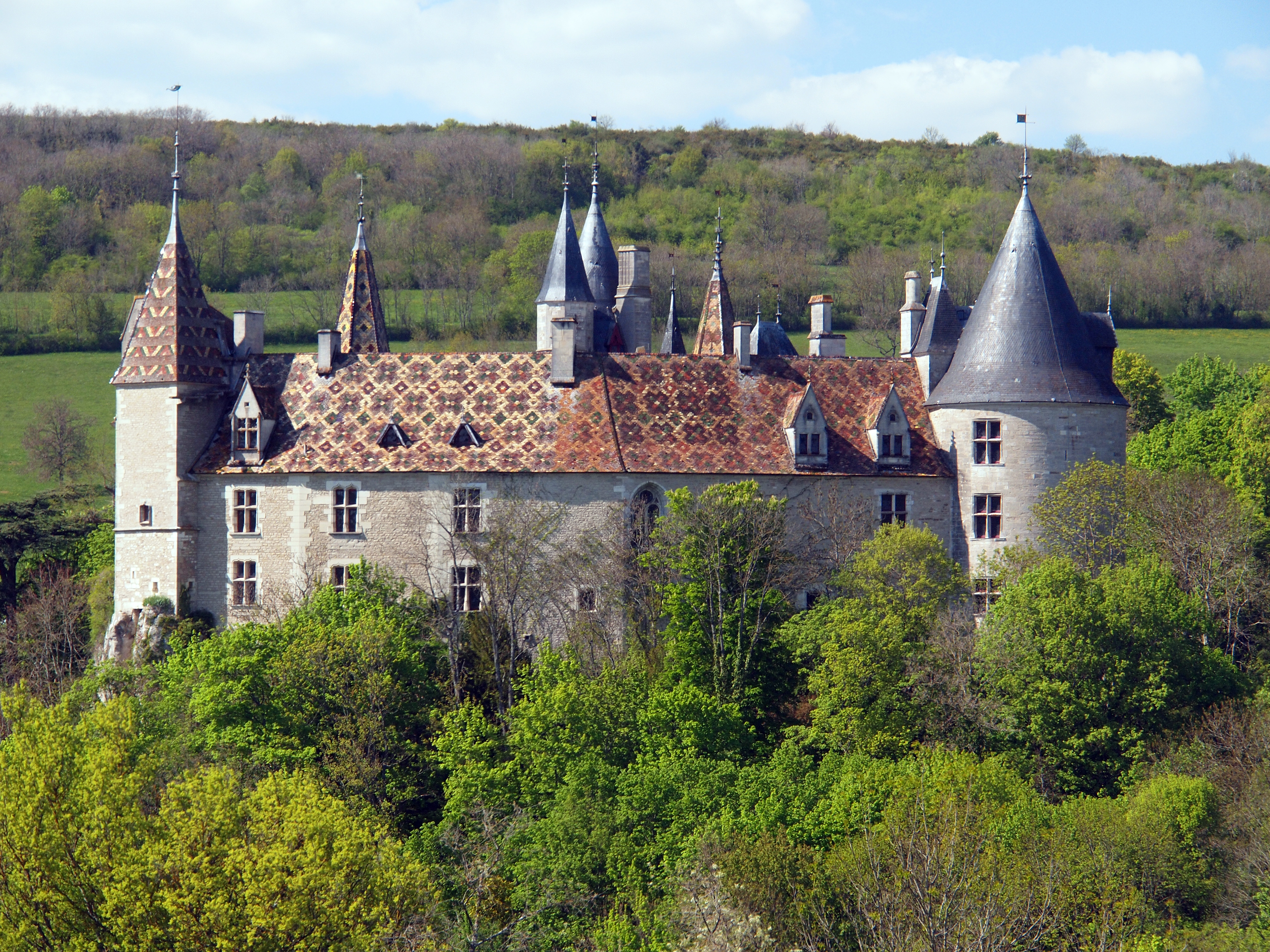
Château de La Rochepot, Hauptsitz der Familie Pot

Jacques Pot (* 1399; † 1458), der Vater von Guy Pot, folgte 1432 als einziger Sohn Erbe seines Vaters in dessen Besitzungen und stand, dem Landbesitz und der Familientradition entsprechend, im Dienst der Herzoge von Burgund und zwar in dem von Herzog Philipp III. dem Guten, der von 1419 bis 1467 die umfangreichen Ländereien seines Hauses regierte. Trotz seiner fürstlichen Verwandtschaft über seine Großmutter Beatrice Visconti verblieb Jacques Pot im hergebrachten Rahmen, war Berater und Kämmerer von Herzog Philipp III. widmete sich seinen Besitzungen und seiner großen Kinderschar, zeichnete sich jedoch nicht durch herausragende Verdienste aus, sodass er – anders als sein Vater und sein ältester Sohn – nicht in den Orden vom Goldenen Vlies aufgenommen wurde.
Er ⚭ I. Marie de Preuilly († 1421), eine Tochter von Gilles seigneur de Preuilly († 1412) und der Marguerite de Naillac († 1421); ⚭ II. Marguerite de Courtiamble († nach 1474), eine Tochter von Jacques de Courtiamble, seigneur de Commarin und der Jacquette de Blaisy ;

## Leben

### Fürstliche Verwandtschaft

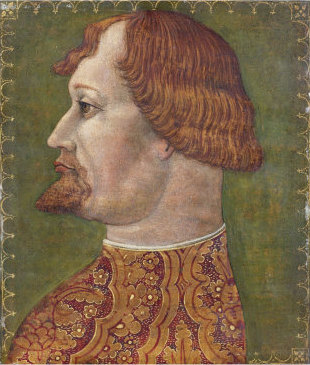
Galeazzo II. Visconti, Verwandter des Guy Pot

Guy Pot verfügte dank seiner Urgroßmutter Beatrice Visconti über eine für eine Person ritterlichen Standes ungewöhnlich ausgedehnte und hochrangige Verwandtschaft, da Beatrice Visconti eine außereheliche Tochter von Galeazzo II. Visconti (* um 1320; † 4. August 1378) und der Malgarola da Lucino war., Ihr Vater war von 1349 bis 1355 Mit-Herr von Mailand, Herr von Pavia, Como, Novara etc., 1354 Kaiserlicher Vikar von Mailand, Genua etc., und nebenbei 1360 Erbauer des Castello Visconteo in Pavia, ein Förderer von Francesco Petrarca und der Stifter der Universität Pavia.
Beatrices Halbbruder Gian Galeazzo Visconti (1351–1402) wurde zum mächtigsten Vertreter seiner Familie, indem er seinen Onkel Bernabò Visconti (* 1323; † 1385) 1385 beseitigte und dadurch Alleinherrscher der ausgedehnten Territorien seiner Familie war, die er u. a. um Verona, Vicenza, Padua und Pisa erweiterte und 1395 erreichte, dass er zum Herzog von Mailand und zum Grafen von Pavia erhoben wurde. Zugleich schuf er sich als Bauherr des Doms zu Mailand i und der Certosa di Pavia bleibende Denkmäler.
Aus seiner ersten Ehe mit Isabella von Frankreich († 1342), einer Tochter von König Johann II.  hatte er die Tochter Valentina Visconti (* 1366, † 1408), die 1389 mit Louis de Valois, duc d’Orléans (* 1372; † ermordet in Paris 23. November 1407), 1386 Herzog von Touraine, ab 1392 Herzog von Orléans etc., einem jüngeren Bruder des französischen Königs Karl VI., verheiratet war.
Zur Verwandtschaft von Guy Pot zählen daher auch deren Nachkommen, so u. a.:
1. Charles de Valois, duc d’Orléans (* 1394; † 1465) – Guys späterer Dienstherr – der zwar nach der Schlacht von Azincourt ab 1415 25 Jahre lang in englischer Gefangenschaft lebte, aber als der Vollender der mittelalterlichen höfischer Lyrik in Frankreich Unsterblichkeit erlangte. Er war in erster Ehe mit seiner Cousine Isabella von Valois (1389–1409), einer Tochter von König Karl VI. und Witwe von König Richard II. von England und in dritter Ehe mit Maria Herzogin von Kleve verheiratet.
  1. Johanna von Orléans (* aus 1. Ehe, 1409, † 432), ⚭ 1421 Herzog Johann II. von Alençon (* 1409, † 1476) (keine Kinder)
  2. Marie Madelaine von Orléans (* 1457 aus 3. Ehe, † 1493) ⚭ 1476 Jean de Foix (* † 1500), Graf von Étampes (1478–1500), und Vizegraf von Narbonne (1468–1500),
    1. Germaine (1488–1538) ⚭ Ferdinand II. der Katholische, König von Aragón (Haus Trastámara) (1479–1516)
    2. Gaston, Herzog von Nemours, französischer Feldherr, fällt 1512 in der Schlacht bei Ravenna

  3. Ludwig XII. König von Frankreich von 1498 bis 1515, Herzog von Mailand (1499–1512), Titular – König von Jerusalem und Sizilien (1501–1504) ⚭ 1) 1476 Johanna von Frankreich (* 1465, † 1505, Tochter von König Ludwig XI., ⚭ 2) 1499–1514 Anna von Bretagne (war in 1. Ehe 1490 mit dem römisch-deutschen König Maximilian I.  verheiratet) ⚭ 3) 1514 Mary Tudor (* 1496, † 1533), Schwester von König Heinrich VIII. von England

,

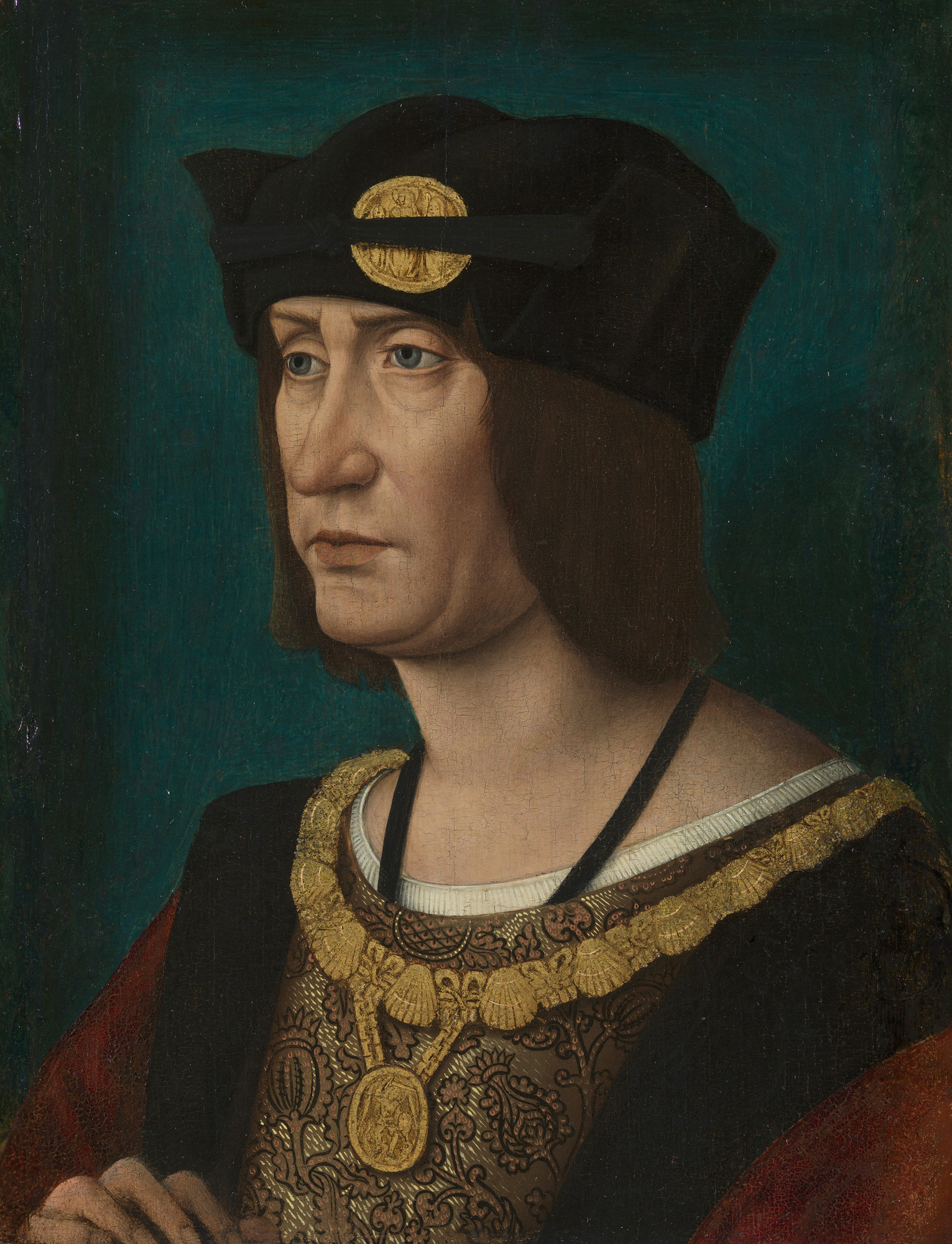
Ludwig XII. König von Frankreich, „Cousin“ von Guy Pot

1. Johann, Graf von Angoulême (* 1399; † 1467), ⚭ 1449 Marguerite de Rohan, baronne de Montberon, (* um 1412, † 1497)
  1. Charles Graf von Angoulême (* 1459; † 1496) ⚭ Luise von Savoyen, Tochter des Herzogs  Philipp II. von Savoyen
    1. Margarete (* 1492; † 1549) ⚭ I. 1509 mit Herzog Karl IV. von Alençon, ⚭ II. 1527 mit König Heinrich II. von Navarra
    2. Franz I. (* 1494; † 1547), König von Frankreich (1515–1547) ⚭ Claude de France (* 1499, † 1524) Tochter von König Ludwig XII.

  2. Jeanne (* 1462; † 1520), ⚭ Charles François de Coetivy, Graf von Taillebourg (Haus Coëtivy)
2. Marguerite von Orléans, comtesse de Vertus (1423), (* 1406, † 1466) , ⚭ 1423 Richard von Bretagne , Graf von Étampes  (1421–1438), (* 1395, † 1438)
  1. Katharina von Bretagne, dame de Courtenay etc. (* 1428, † 1476) ⚭ 1438 Guillaume de Chalon, (* um 1415, † 1475), Fürst von Oranien  (1463–1475),
    1. Jean IV de Chalon (* 1443, † 1502) Fürst von Oranien (1475–1502) ⚭ II. Philiberte de Luxembourg

  2. Franz von Étampes (* 1435, † 1488) Herzog der Bretagne (1458–1488) ⚭ II. 1471 Margarete von Foix (* nach 1458; † 15. Mai 1486)

1. 1.     1. Anne de Bretagne (* 1477; † 1514), Herzogin der Bretagne, ⚭ I) 1490 Maximilian I. römisch-deutsche König (* 1459, † 1519), ⚭ II) 1491 König Karl VIII. von Frankreich (* 1470; † 1498), ⚭ III) 1499 König Ludwig XII. von Frankreich (* 1462; † 1515)

Weitere Verwandte der Familie Pot stammen aus der zweiten Ehe von Gian Galeazzo Visconti mit seiner Cousine Caterina Visconti († 1404):
1. Giovanni Maria Visconti (* 1388, † 1412) der von 1402 bis 1412 als 2. Herzog von Mailand regierte. ⚭ 1408 mit Antonia Malatesta, Tochter von Andrea Malatesta, des Herren von Cesena
2. Filippo Maria Visconti (* 1392; † 1447), folgte auf seinen Bruder von 1412 bis 1447 als dritter Herzog von Mailand und hatte aus seiner Beziehung mit Agnese del Maino († nach 13. August 1447) eine Tochter.

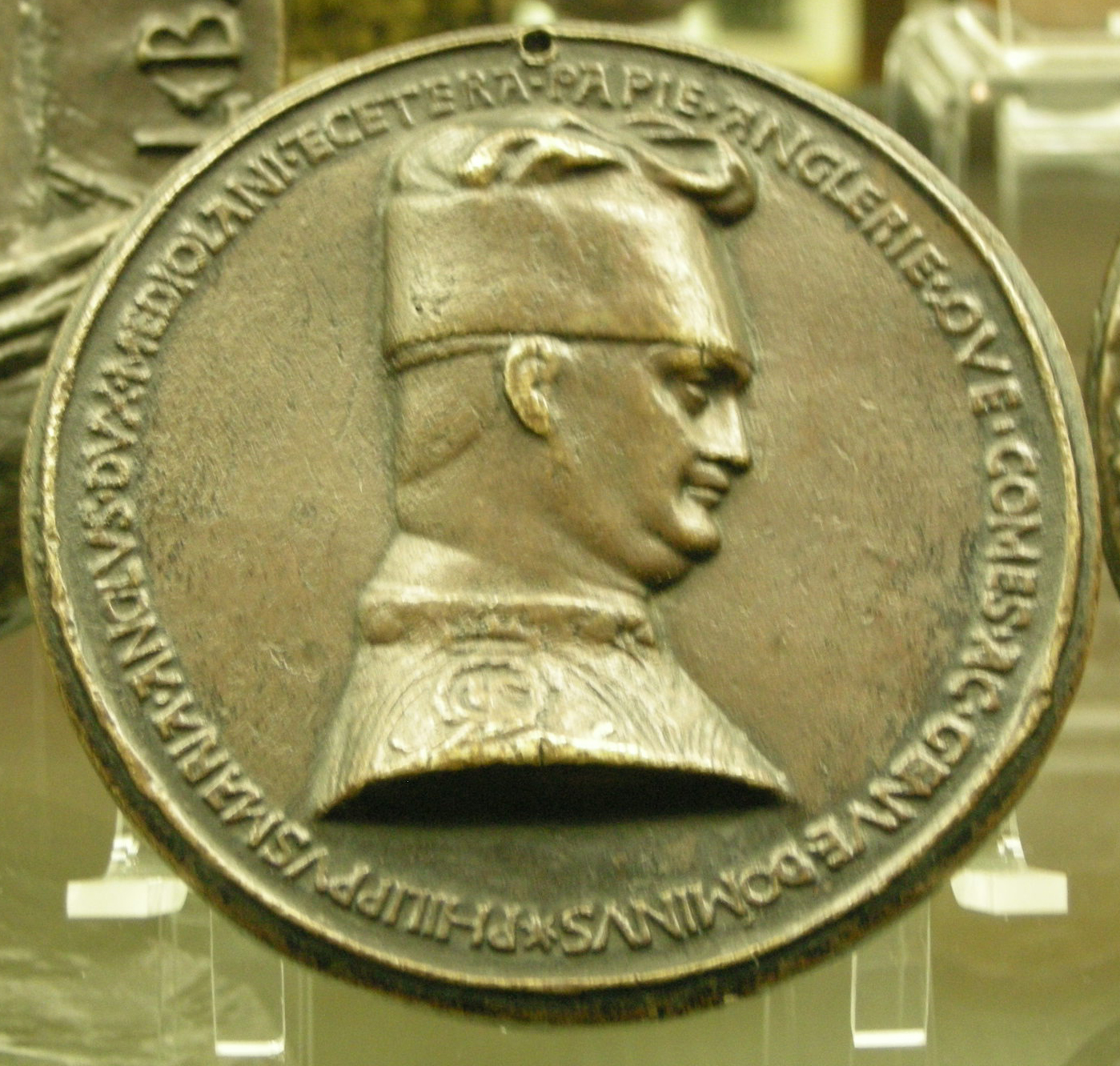
Medaille von Filippo Maria Visconti, „Großonkel“ von Guy Pot

1. 1. Bianca Maria Visconti (* 1425, † 1468), ⚭ 1441 Francesco I. Sforza, der ab 1450 als 4. Herzog von Mailand regierte.[8]

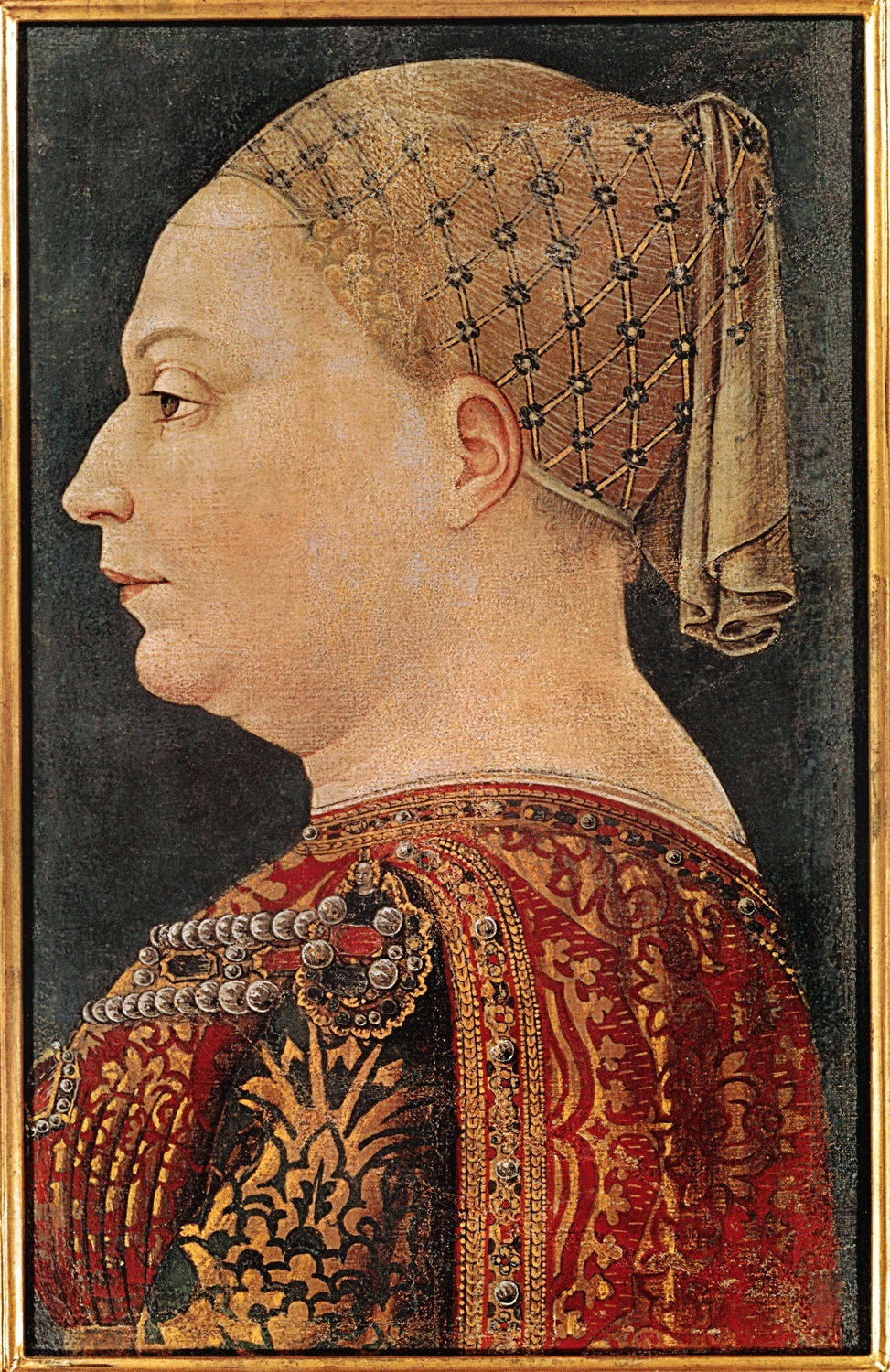
Bianca Maria Visconti

1. 1.     1. Galeazzo Maria Sforza (1444–1476), 5. Herzog von Mailand 1466
      1. Gian Galeazzo Sforza (1469–1494), 6. Herzog von Mailand 1476, ⚭ 1468, Bona von Savoyen (1449–1503), eine Tochter des Herzogs Ludwig
      2. Bianca Maria Sforza (1472–1510) ⚭ 1494 Kaiser Maximilian I. (1459–1519)
      3. Anna Sforza (* 1473, † 30. November 1497) ⚭ 12. Januar 1491 Alfonso I. d’Este (1476–1534)
      4. (außerehelich) Caterina Sforza (* 1463, † 28. Mai 1509)

    2. Ippolita Sforza (* 18. April 1446; † 20. August 1484), ⚭ 1465 Alfons II. von Aragon, König von Neapel (1448–1495), (Haus Trastámara)
    3. Filippo Maria Sforza (1448–1492), ⚭ Konstanze Sforza, Tochter des Bosio Sforza
    4. Sforza Maria Sforza (1451–1479), Herzog von Bari
    5. Ludovico Sforza, genannt „il Moro“ (1451–1508), 7. Herzog von Mailand (1494–1499)

1. 1.     1. Ottaviano Sforza (1458 – 1477)

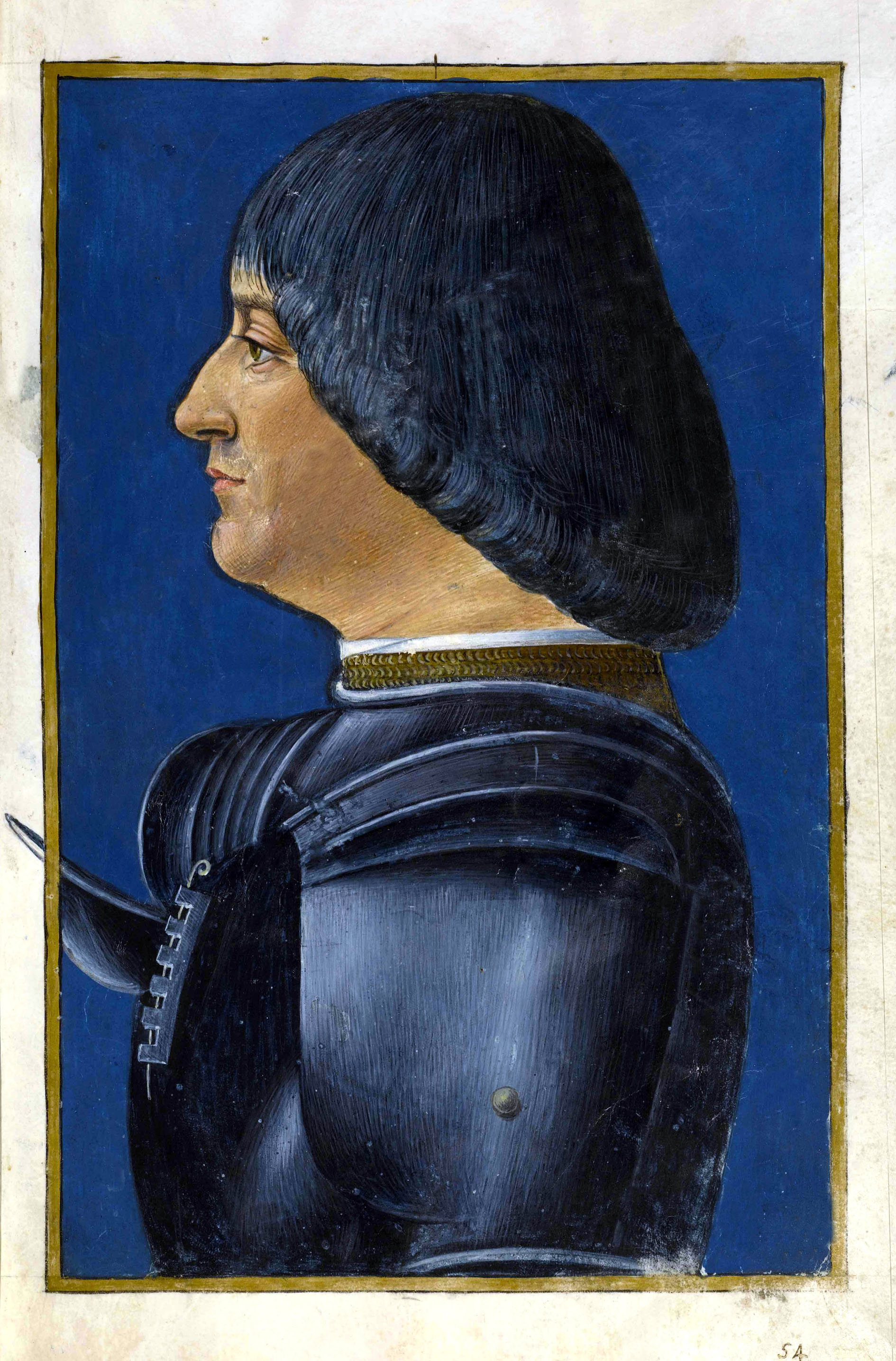
Ludovico Sforza, "Cousin" von Guy Pot

    2. Elisabetta Sforza († 1473), ⚭ 1469 Wilhelm VIII. Markgraf von Montferrat († 1483)
    3. Ascanio Sforza (1455–1505), 1484 Kardinal

Eine weitere – etwas entferntere – Verwandtschaft von Guy Pot mit dem französischen Königshaus bestand über Taddea Visconti (* 1351, † 1381), die als Tochter von Bernabo Visconti eine Cousine der Beatrice Visconti war. Sie heiratete 1367 Stephan III.  Herzog von Bayern-Ingolstadt († 1413), dessen Tochter Elisabeth Herzogin von Bayern als Isabeau de Bavière Karl VI. König von Frankreich heiratete und zur Mutter von Karl VII. König von Frankreich von 1421 bis 1461 und zur Großmutter von Ludwig XI. König von Frankreich von 1461 bis 1483 und zur Urgroßmutter von Karl VIII. König von Frankreich von 1483 bis 1498 wurde.

### Jugend
Guy Pot wuchs am väterlichen Gut la Prugne gemeinsam mit seinen Geschwistern auf. Mit seinem älteren Bruder Philippe Pot (* 1428, † 1493), seinen jüngeren Brüdern Jacques Pot, seigneur de Thorey, gefallen am 7. Juli 1475 bei der Eroberung von Bar-sur-Seine, Georges Pot, Abt von St-Michel de Tonnerre († 1494); Regnier Pot, Ritter des Johanniterordens, Kommandeur von Chalon und Valence, der 1498 auf der Insel Rhodos beim Angriff der Osmanen fiel, für den sein Schwager, der Großmeister des Ordens, Philippe de Villiers de lÍslle Adam, eine Gedenktafel errichten ließ, die sich im Archäologischen Museum in Rhodos befindet. und Louis II Pot (* 1467, † 1505) Abt von Marmoutier 1498 – 1505, Bischof von Tournai 1498 – 1505 und Bischof von Lectoure im Département Gers (von 1500 bis 1505) sowie seiner verheirateten Schwestern Philippine, Antoniette und Edmonde, die Nonne des Benediktinerordens und ab 1485 Priorin von Marcigny-les-Nonnains war.

### Im Schatten seines Bruders Philippe
Guy Pot stand lange im Schatten seines ältesten Bruders Philippe Pot (* 1428; † 1493), auf dessen bevorzugte Stellung schon der Umstand hinwies, dass der Landesfürst – Herzog Philipp III. der Gute von Burgund – als sein Taufpate fungierte. Er machte an dessen Hof Karriere, wurde 1461 in den Orden vom Goldenen Vlies aufgenommen, stieg zum herzoglichen Botschafter in London und 1473 zum Oberst-Hofmeister von Herzog Karl dem Kühnen auf. Er war Herr von La Rochepot, La Roche, Châteauneuf, von Givry, Nesle, Saint-Romain, Thorey-sur-Ouche, Meursault und von Châteauneuf-en-Auxois war
Nach dem Tod von Herzog Karl dem Kühnen löste sich Philippe Pot aus der Bindung an das Reich der Herzoge von Burgund, da dieses durch die Ehe von dessen Tochter Maria von Burgund (* 1457; † 1482 in Brügge) in den Einflussbereich ihres Gemahls, Maximilian I., Erzherzog von Österreich, gelangt war, und wandte sich nach Frankreich und trat in den Dienst von Ludwig XI., König von Frankreich (1461–1483) ein, was dazu führte, dass Philippe Pot 1481 aus dem Orden vom Goldenen Vlies ausgeschlossen wurde. Zum Ausgleich wurde er in den französischen Orden Saint Michel aufgenommen.

### In französischen Diensten

#### Im Dienst des Herzogs von Orléans
Wegen der Dominanz seines Bruders im burgundischen Herrschaftsbereich versuchte Guy Pot sein Glück außerhalb des Herzogtums Burgund und wandte sich an seinen Verwandten, Herzog Karl Herzog von Orléans  der ein Sohn seiner Tante Valentina Visconti war. Guy diente ihm als Rat und Kammerherr, hatte wohl in den Jahren 1447/48 Anteil an den Bemühungen des Herzogs, die von seiner Mutter geerbten Ansprüche auf das Herzogtum Mailand umzusetzen , was jedoch an der mangelnden Unterstützung durch König Karl VII. scheiterte.
Andererseits war er zweifellos Zeuge der literarischen Aktivität des Herzogs, der nicht nur selbst als bedeutendster Vertreter der höfischen Lyrik seiner Zeit gilt, sondern seinen Hof im Schloss Blois zu einem literarischen Zentrum machte, indem er Dichter aus ganz Frankreich zu kürzeren und längeren Besuchen beherbergte, darunter Olivier de la Marche, Georges Chastellain, Jean Meschinot und, Ende 1457, auch François Villon.
Das Fürstentreffen in Tours im Jahre 1465 war nicht nur für Herzog Karl von Orléans, der dort vom neuen König von Frankreich, Ludwig XI. öffentlich gedemütigt wurde, und auf der Heimreise verstarb, sondern auch für Guy Pot eine Wende, da er von König Ludwig XI. als Rat und Kammerherrin seine Dienste genommen wurde.

#### Im Dienst von König Ludwig XI.

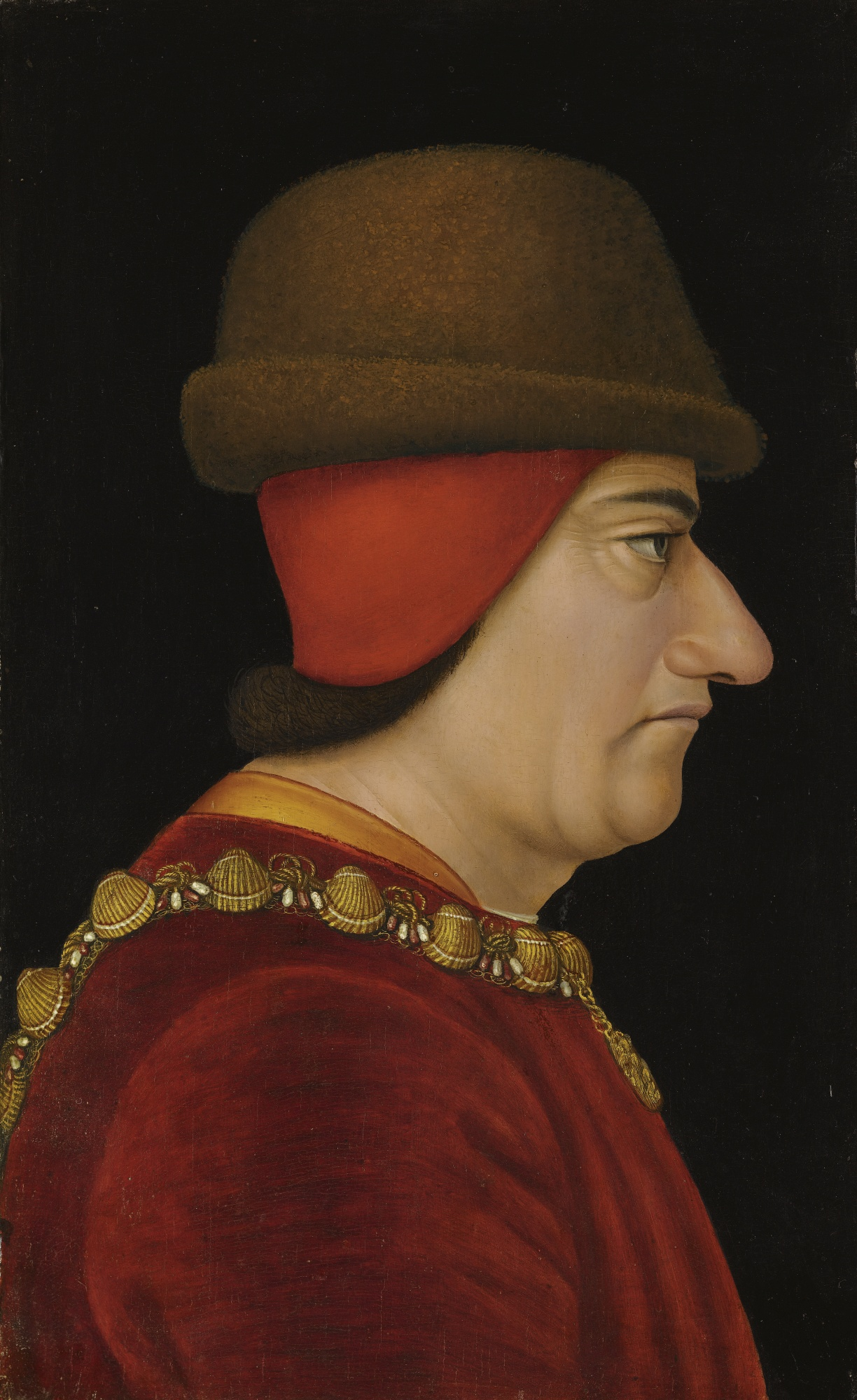
Louis-XI.Dienstherr und “Cousin” von Guy Pot

Auch zu König Ludwig XI. hatte Guy Pot verwandtschaftliche Beziehungen, denn dessen Großmutter Isabeau de Bavière, eigentlich Elisabeth Herzogin von Bayern (* 1370, † 1435), war die Tochter Herzog Stephans III. von Bayern-Ingolstadt und seiner Gemahlin Taddea Visconti († 1381), die eine Tochter des Mailänder Stadtherrn Bernabò Visconti, war.

##### Diplomatische Missionen
Für Ludwig XI. unternahm Guy Pot zahlreiche diplomatische Missionen, insbesondere an den Hof der Herzoge von Burgund und diente dem König als Berater und Bailli von Vermandois und begleitete den König bei seinem bedeutenden Treffen mit Karl dem Kühnen, Herzog von Burgund in der Burg von Péronne in Vermandois (heute im Somme in der Region Hauts-de-France),
Dabei ging es für König Ludwig XI darum, zu verhindern, dass sich die Ligue du Bien public (Liga für das Allgemeinwohl) unter der Führung von Karl dem Kühnen neuerlich gegen den König erhebt und dass sich Karl im Fall einer englischen Invasion unter König Eduard IV. – dessen Schwager – nicht mit diesem verbündet.
Die Verhandlungsposition des Königs wurde aber noch durch zwei weitere Fakten geschwächt: Kurz nach Ankunft des Königs in Péronne am 9. Oktober 1468 brach in dessen Auftrag in Liege ein Aufstand gegen die burgundische Herrschaft aus, was von Karl dem Kühnen zum Anlass genommen wurde, den König und seine Berater im Schloss Péronne einzusperren und mit dem Tod zu bedrohen.
König Ludwig XI. und sein Erster Kämmerer und Berater Guy Pot verdanken ihr Leben vielleicht auch der Empfehlung des Beraters von Herzog Karl, Philippe de Commynes, sie nicht zu töten. Auch trug dieser – und wohl auch Guy Pot – dazu bei, dass trotz der schiefen Ausgangslage am 14. Oktober 1468 im Frieden von Péronne ein einigermaßen ausgewogenes Ergebnis erzielt werden konnte, indem die Zustimmung zu den Wünsche des Königs mit einer erhöhten Unabhängigkeit der Herzoge von Burgund von der Krone Frankreichs erkauft wurde.

##### Mentor des Kronprinzen
Guy Pot wurde von König Ludwig XI. neben anderen, wie dem Humanisten Guy Tardif als Erzieher für dessen 1470 geborenen Sohn, den Dauphin Charles eingesetzt. Eine Aufgabe, die ihm 1484 nach dem Tod des Königs auf Betreiben von dessen Tochter, Anna von Frankreich, bekannt als Anne de Beaujeu (* 1461; † 1522) entzogen wurde, die von 1483 bis 1491 die Regentschaft für ihren minderjährigen Bruder, Karl VIII. König von Frankreich ausübte, der von 1483 bis 1498 regierte.

##### Graf von Saint-Pol
Guy der durch seine Vorfahren aus dem Haus der Visconti mit dem König entfernt verwandt war, strebte naturgemäß darnach, selbst in den kleinen Kreis des französischen Hochadels aufzusteigen.
Die Möglichkeit dazu ergab sich 1477 daraus, dass der bisherige Träger dieses Titels aus dem Haus Luxemburg-Ligny, Ludwig I. von Luxemburg (* 1418, † 1475), Graf von Saint-Pol, von Brienne, von Soissons etc. etc., der ein erfolgreicher Feldherr und einer der einflussreichsten Vertreter des französischen Hochadels war, nicht nur den König von Frankreich, sondern zugleich auch den Herzog Karl den Kühnen von Burgund unterstützte und sich an 1465 an der Ligue du Bien public und damit am Aufstand der großen Lehensträger gegen König Ludwig XI. von Frankreich beteiligte, gegen diesen kämpfte, jedoch kurz darauf zu diesem überlief. Versöhnt mit dem König wurde er von diesem zu seinem Schwager gemacht und zum Connétable von Frankreich. Dies verleitete ihn dazu verleitete eine unabhängige Politik zu verfolgen und insgeheim mit dem äußeren Feind: Eduard IV. König von England († 1483), zu kooperieren. Dies führte dazu, dass Karl der Kühne ihn an König Ludwig XI. auslieferte, worauf er wegen Hochverrat und Majestätsbeleidigung angeklagt, verurteilt und am 19. Dezember 1475 in Paris auf der Place de Grève (heute Place de l'Hôtel-de-Ville) enthauptet wurde, wobei seine französischen Lehen, darunter die Grafschaft Saint-Pol, eingezogen wurden.
Dies gab König Ludwig XI. die Möglichkeit, seinem „Cousin“ Guy Pot 1477 mit der Grafschaft Saint-Pol zu belehnen. Guy Pot, damals Bailly (Gouverneur) von Vermandois und Hauptmann von Compiègne, erhielt daher im Februar 1477 ein Schreiben von König Ludwig XI. in dem dieser die erfolgte Belehnung mit der Grafschaft Saint-Pol bestätigte.
Am 28. Juli 1477 huldigte Guy Pot Herr von La Prugne, Graf von Saint-Pol, Bailly von Vermandois, königlicher Rat und Kämmerer König Ludwig XI. für die Herrschaften Tingry, Hucqueliers, Hesdigneul, Belle , Fortel, für den Forst von Boubers und andere Güter.
Die Freude des Guy Pot über den mit dem Besitz der Grafschaft Saint-Pol erzielten Aufstieg in den Hochadel, sollte sich jedoch als wenig dauerhaft erweisen.
Dies, da Pierre II. de Luxembourg, der Sohn und Erbe des hingerichteten Grafen Ludwig I. von Luxemburg, nach dem Tod von Herzog Karl dem Kühnen von Burgund im Jänner 1477 zu den engsten Vertrauten der Herzogin Maria von Burgund zählte, die sich für ihn einsetzte und erreichte, dass diesem die eingezogenen Güter seines Vaters – darunter auch die Grafschaft Saint-Pol – von König Ludwig XI zurückgegeben wurden.
Dass Guy Pot den Verlust dieser bedeutenden Würde nur allmählich verkraftete, und zumindest den Titel weiter verwendete, zeigt seine Bezeichnung in späteren französischen Urkunden.
So scheint er noch am 14. März 1486 beim Kauf eines Palais in der rue Saint-Antoine in Paris als „Guy Pot, chevalier, comte de Saint-Pol, Erster Kämmerer des Königs“ auf.
In einer Urkunde vom 8. November 1486 scheint er jedoch bloß noch als „noble Guy Pot, chevalier, baron de Saint-Pol“ auf.
Am 14. Juli 1489 ist dann der Bezug zu Grafschaft Saint-Pol endgültig aufgegeben, da er in einer Urkunde nur noch als „Guy Pot, chevalier, seigneur de La Prugne au Pot et de Vaulx les Creil“ aufscheint.

##### Gouverneur von Touraine
Guy Pot war ab 1483 Gouverneur der Provinz Touraine, die damals nicht nur eine historische, sondern auch eine zentrale Provinz Frankreichs war, da König Ludwig XI. sie liebte, zumeist dort in seinem Schloss Plessis-lès-Tours residierte und die Entwicklung der Provinz – wohl mit Hilfe seines Gouverneurs Guy Pot – förderte. König Ludwig XI. verstarb jedoch bereits am 30. August 1483 in diesem Schloss, das jedoch auch unter seinen Nachfolgern König Karl VIII. und König Ludwig XII. eine bevorzugte königliche Residenz blieb, was Guys Rolle als Gouverneur dieser Provinz erhöhte.

#### Unter König Karl VIII.
Nach dem Tod von König Ludwig XI., mit dem Guy Pot er ein enges Vertrauensverhältnis hatte, folgte Karl VIII. von 1483 bis 1498 als König von Frankreich, der jedoch unter der Regentschaft seiner älteren Schwester, Anna von Frankreich, bekannt als Anne de Beaujeu stand. Da diese Guy Pot nicht sehr gewogen war, veranlasste dies Guy Pot, eine vertrauensvolle Beziehung zu Ludwig von Orléans (* 1462; † 1515) aufzubauen, der 1465 auf seinen Vater Charles de Valois, duc d’Orléans als Herzog von Orléans gefolgt war und Guy – wegen der gemeinsamen Abstammung von den Visconti – als „mon cousin“(mein Cousin) bezeichnete.
Diese Abstammung sollte weitreichende politische Konsequenzen haben, da Ludwig XII. nach dem Ableben des letzten männlichen Vertreters der Linie der Herzoge von Mailand im Jahre 1450 daraus Erbansprüche auf das Herzogtum Mailand ableitete, die Übernahme des Herzogtums durch Francesco I. Sforza als „Usurpation“ ansah.
Guy Pot war schon verstorben, als sein „Cousin“ Ludwig von Orléans 1498 als Ludwig XII. zum König von Frankreich wurde und sich wegen der Nachkommenschaft von den Visconti 1499 Mailand militärisch in Besitz nahm, dass er tatsächlich von 1499 bis 1500 und von 1501 bis 1512 beherrschte.

### Letzte Jahre

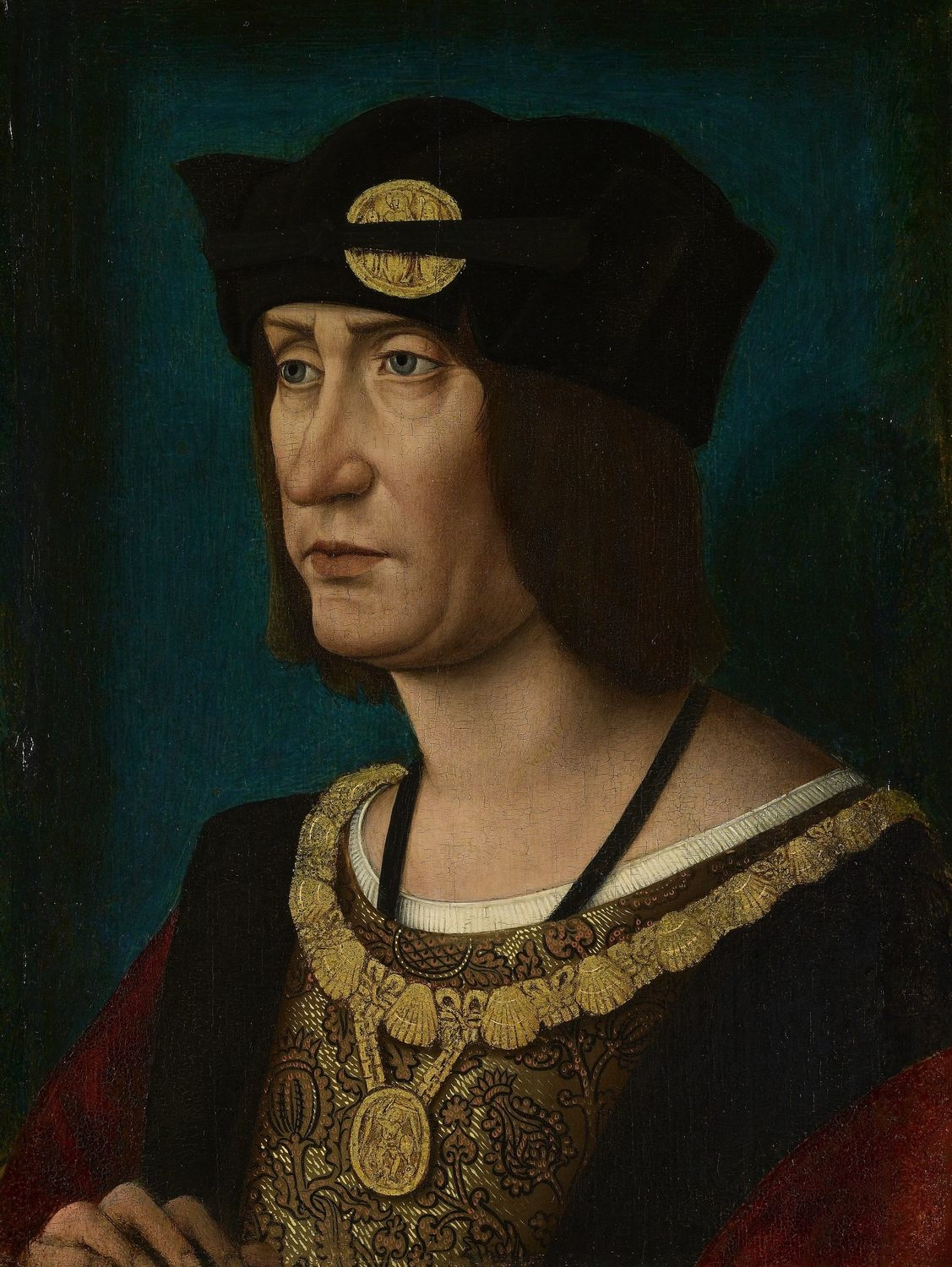
Ludwig XII. König von Frankreich

Er näherte sich in seinen späteren Jahren an Herzog Ludwig von Orléans an, der ihn wegen der gemeinsamen Abstammung von den Visconti in den Akten "mon cousin" (mein Cousin) nannte, und der später, als Ludwig XII. von 1498 bis 1515 als König von Frankreich regierte.
Am 14. Mai 1486 erwarb Guy Pot, von Simone Du Val-de-Mercy, der Witwe von Jean de Langlée, Mitglied des Großen Rates, um 1200 Franc ein Palais in der Rue Saint-Antoine in Paris, das gegenüber dem Priorat Sainte-Catherine-du-Val-des-Écoliers gelegen war. An dessen Stelle befindet sich heute die Place du Marché Sainte-Catherine.
Am 28. August 1492 erwarb Guy Pot von Robert II. de Sarrebruck-Commercy, Graf von Braine und Roucy, die Herrschaften Venizy et Veuley.
Am 10. März 1494 hinterlegte Guy Pot 36 Säcke mit Goldmünzen und zwei Koffer mit Silbergerät in der Festung Saint-Antoine , worüber ein Protokoll errichtet wurde.
Zu seinen Testamentsvollstreckern hatte Guy einen Cousin, Louis II. Pot, Bischof von Tournai (1483–1505) und von Lectoure (1500–1505) seinen Schwager Louis de Villiers de L'Isle-Adam (* um 1450; † 1521), Pair de France, Bischof und Graf von Beauvais (1487–1521), und Pierre d'Argillières, Domherr von Beauvais ernannt,
Diese verlangten am 31. März 1495 die Herausgabe der Schlüssel und des Inventars der von ihm hinterlegten Wertgegenstände, den sie am 9. Mai entgegennahmen.
Daraus folgt, dass Guy Pot l, Herr von La Prugne etc. Gouverneur von Touraine, Königlicher Rat und Erster Kämmerer des Königs von Frankreich vor dem 31. März 1495 verstorben war.

## Besitz
Burg La Rochepot (Département Côte-d’Or) in der Region Bourgogne-Franche-Comté, Chateauneuf-en-Auxois (Département Côte-d’Or), Thorey-sur-Ouche (Département Côte-d’Or), von Damville (im Département Eure), heute Teil der Großgemeinde Mesnils-sur-Iton, Meursault (im Département Côte-d’Or), und seit 1483 seigneur de Bligny-lès-Beaune, seigneur de Vaux-sur-Creil (vor 1489), seigneur de Bruisy, seigneur de Venizy (Département Yonne) und von Veulay (1492)

## Ehe und Nachkommen

### Ehe
Guy Pot heiratete um 1460 Marie de Villiers de L’Isle-Adam, die Witwe von Louis de Soyécourt, seigneur de Mouy, (* 1412, † nach 1464). Sie stammte aus einer Familie des französischen Uradels aus der Gegend von Beauvais in der Picardie, war eine Tochter von Jacques de Villiers, Seigneur de L’Isle-Adam († 1472) 1461 Gouverneur von Paris und der Jeanne de Clermont und eine Enkelin von Jean de Villiers de L’Isle-Adam († 1437) seigneur de L'Isle-Adam, der Marschall von Frankreich, Gouverneur von Paris und Ritter des Ordens vom Goldenen Vlies war.

#### Schwägerschaft

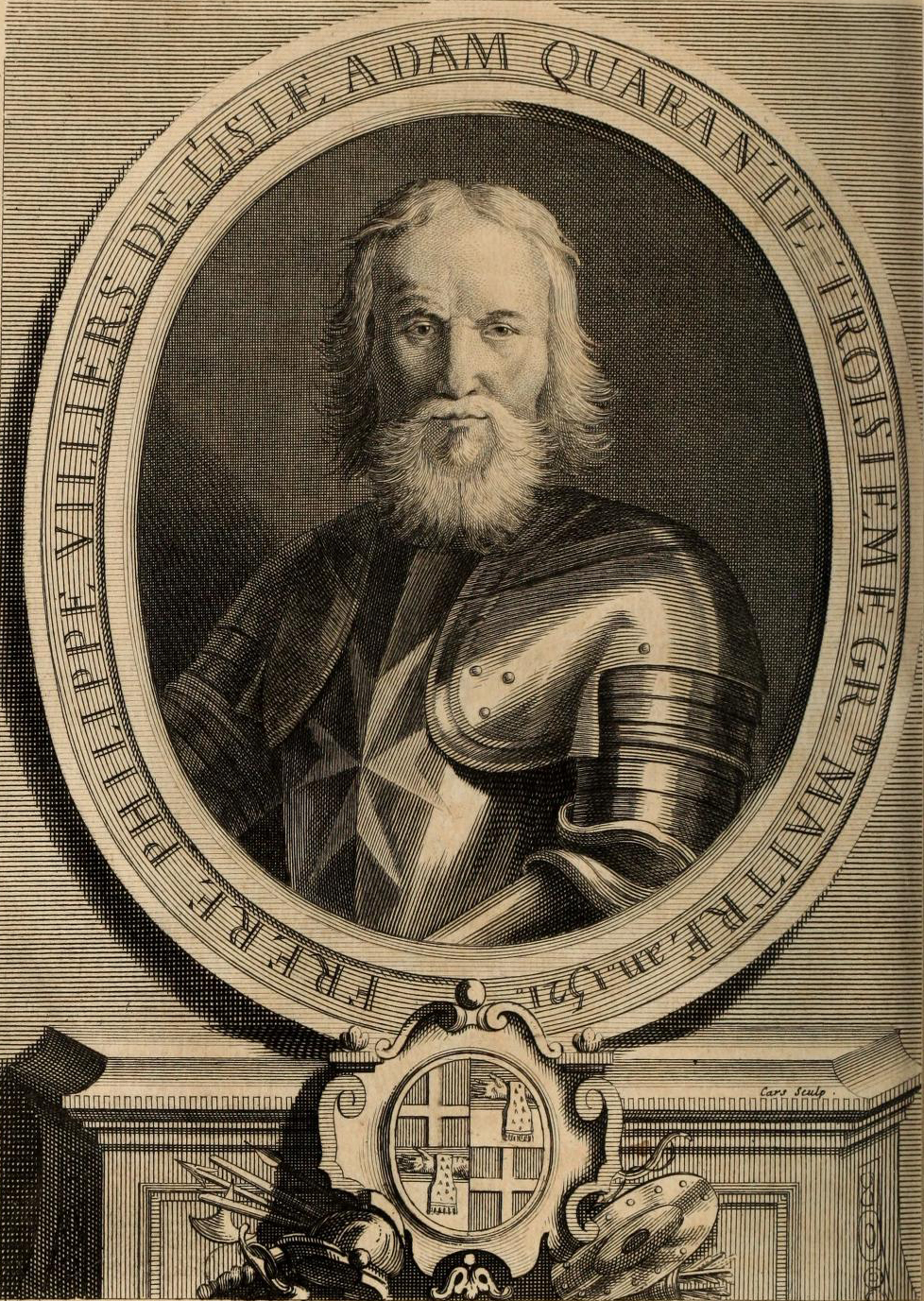
Philippe Villiers de l'Isle Adan

Noch bekannter war Guys Schwager, Philippe de Villiers de l’Isle-Adam (* 1464, † 1534), Ritter des Orden vom Spital des heiligen Johannes zu Jerusalem in Rhodos, der von 1521 bis 1534 als 44. Großmeister des Orden regierte und die Festung Rhodos in einem erbitterten Widerstand mit 600 Rittern und 4500 anderen Bewaffneten im Jahre 1522 gegen die bis zu 160.000 Mann starke Invasionstruppe des osmanischen Sultans Suleyman des Prächtigen verteidigte. Nach der ehrenhaften Kapitulation gegen die Übermacht am 20. Dezember 1522 gelang es ihm, von Kaiser Karl V. mit Vertrag vom 23. März 1530 als neuen Sitz des Ordens die Inseln Malta, und Gozo sowie die nordafrikanische Stadt Tripolis als Lehen zu erhalten, wodurch der Orden die Bezeichnung „Malteserorden“ erhielt.
Diese Verlagerung des Sitzes des Johanniterordens erinnert daran, dass etwa 240 Jahre zuvor ein anderer Verwandter aus Maries Familie, nämlich Jean de Villiers, ein ganz ähnliche Erfahrung machte, da er (von 1284 bis 1295) gleichfalls Großmeister des Johanniterordens war und im Mai 1291 mit den Ordensbrüdern an der Verteidigung von Akkon – der letzten Hauptstadt des Königreichs Jerusalem – gegen die Armee der ägyptischen Mamluken unter ihrem Sultan al-Asraf Chalil beteiligt war. Er überlebte verletzt und verlegte nach dem Fall von Akkon den Sitz des Ordens nach Zypern.
Ein weiterer Schwager Guys war Louis de Villiers de L'Isle-Adam, Pair von Frankreich, der von 1497 bis 1521 Bischof und Graf von Beauvais, genannt „der große Bauherr“ , da er war wesentlich zum Ausbau der Kathedrale von Beauvais, und des Bischofspalastes beitrug.

### Nachkommen
1. René Pot († nach 6. April 1500), Baron von Châteauneuf (Côte-d’Or) Châteauneuf-en-Auxois, seigneur de La Roche, de La Rochepot, de Nolay et de Meursault, der letzte männliche Vertreter seiner Linie.

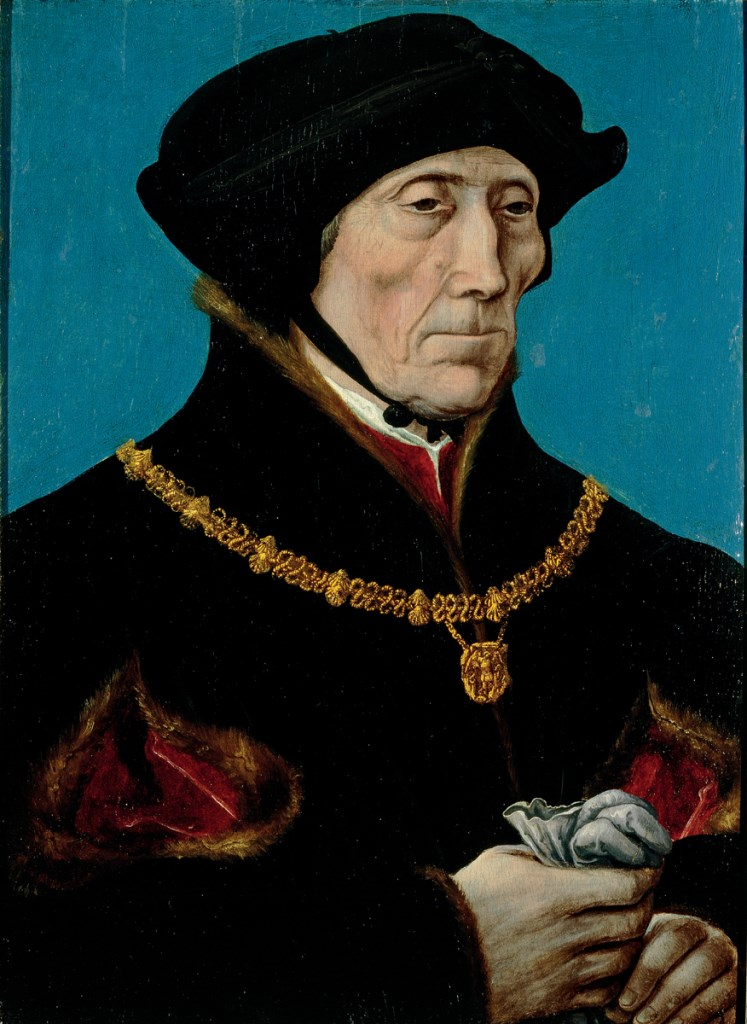
Guillaume de Montmorency, Schwiegersohn von Guy Pot

1. Anne Pot, (* um 1465; † 24. Februar 1510), dame de Damville und von La Rochepot. Sie heiratete am 17. Juli 1484 in Paris Guillaume de Montmorency (* 1453, † 24. Mai 1531 Schloss Chantilly) Baron de Montmorency (1472–1531), Herr von Écouen, Thoré, Montjay, Conflans-Sainte-Honorine, und durch seine Mutter Marguerite d'Orgemont Herr von Chantilly, von Aufois, Chavard und Montépilloy, Kämmerer und General der Finanzen von Karl VIII. von König Frankreich (1483–1498), Hauptmann der Schlösser Vincennes, Saint-Germain-en-Laye und der Bastille in Paris, Feldherr, der 1525 in der Schlacht von Pavia, gefangen genommen wurde, jedoch ird, 1526 den Frieden von Madrid, zwischen Spanien und Frankreich unterzeichnet, in dem Franz I.  König von Frankreich von 1515 bis 1547, u. a. auf seine Ansprüche in Norditalien verzichtet, die auf dessen Urgroßmutter Valentina Visconti –und damit auf eine Verwandten der Familie Pot – zurückgehen.

Ihr berühmtester Sohn war Anne de Montmorency (* 1493 ; † 1567). Er gilt als einer der bedeutenden französischen Feldherren des 16. Jahrhunderts, war Marschall von Frankreich und Connétable von Frankreich, Pair von Frankreich wurde zum ersten Herzog von Montmorency erhoben.